# Obolo
Un obolo (in greco antico: ὀβολός?, obolòs, "spiedo di ferro", che inizialmente era usato per il baratto delle merci) era nell'antica Grecia una piccola moneta divisionale con un valore di 8 chalkus.
Nel medioevo avevano questo nome le monete da mezzo denaro, mentre in epoca contemporanea il termine è usato anche nel senso figurato di moneta di piccolo valore, di tassa, piccola donazione o piccolo contributo; questo significato proviene dal ruolo che questa moneta ebbe nella mitologia greca.

## Descrizione e valore

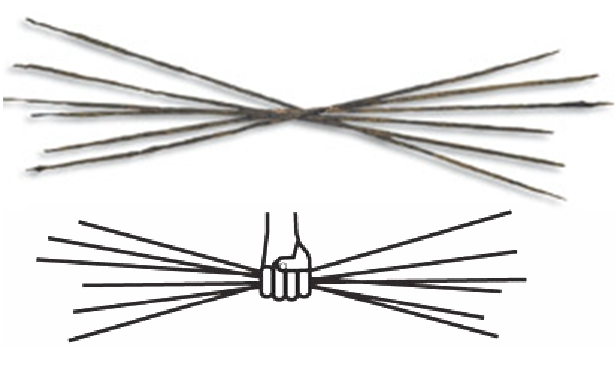
Una dracma, ovvero in origine una manciata di sei oboli (spiedi di ferro), come rinvenuta nell'Heraion di Argo, oggi al Museo numismatico di Atene.

L'obolo era in origine misura di peso, di circa 0,72 grammi. Sei oboli valevano una dracma (in origine, una "manciata" di sei spiedi), ovvero 4,32 grammi. 6000 dracme erano equivalenti ad un talento attico (26 kg).
Inizialmente l'obolo monetario era battuto su monete d'argento, mentre in seguito fu battuto su monete di rame. Secondo Plutarco, a Sparta circolava un obolo di ferro del valore di quattro chalkus. Esiste una moneta di Metaponto sulla quale si legge la parola ΟΒΟΛΟΣ.
Nell'antica Roma un obolo valeva un 1/48 dell'oncia romana, cioè circa 0,57 g.
Nella Grecia moderna è equivalente a un decigrammo. Un piccolo "obelos" era un "obelisco".

## Utilizzo spirituale e religioso
Questa piccola moneta veniva messa sotto la lingua ai Greci morti nell'antichità, prima che fossero sepolti: serviva a pagare il barcaiolo Caronte come pedaggio per traghettare il morto sopra il fiume Acheronte, e sopra i fiumi Cocito e Stige, nel regno dei morti, l'Ade.
Ogni Greco aveva l'obbligo di dare questa moneta ai propri morti per impedire che la loro anima vagasse senza pace nel regno delle tenebre.